# ㅂ
ㅂ (reviderad romanisering: bieup, hangul: 비읍) är den sjätte bokstaven i det koreanska alfabetet. Den är en av fjorton grundkonsonanter.